# Tjeldsund (Kommune)
Tjeldsund (nordsamisch Dielddanuorri) ist eine norwegische Kommune in der Provinz (Fylke) Troms. Im Rahmen der Kommunalreform in Norwegen wurden zum 1. Januar 2020 die beiden Kommunen Tjeldsund in der Provinz Nordland und Skånland in Troms unter dem Namen Tjeldsund als neue Kommune in der neuen Provinz Troms og Finnmark, die zum 1. Januar 2024 wieder auf Troms und Finnmark aufgeteilt wurde, zusammengefügt.
Als Verwaltungssitz der Kommune wurde Evenskjer, das ehemalige Zentrum der bevölkerungsstärkeren Kommune Skånland, gewählt (Verwaltungssitz der früheren Kommune Tjeldsund in Nordland war der Ort Hol).
Der Name der Kommune leitet sich vom Sund Tjeldsund ab, der die größte Insel Norwegens, Hinnøya, vom Festland und von der Insel Tjeldøya trennt.

## Brann- og redningsskolen
Im Ort Fjelldal in der Kommune Tjeldsund befindet sich seit 1993 die Brann- og redningsskolen (BRSK), ein Ausbildungszentrum für Feuerwehrleute mit angeschlossenem Internat. Die Schule ist ein Teil des Direktoratet for samfunnssikkerhet og beredskap (DSB) und bietet für 160 Schüler eine zweijährige Berufsschulausbildung im Bereich des Brand- und Rettungswesens. Nach der Ausbildung kann der Einsatz in der Notfallvorsorge, im vorbeugenden Brandschutz und als Sachbearbeiter in der Notrufzentrale erfolgen. Zusätzlich können jedes Jahr 2500 Teilnehmer in Tageskursen weitergebildet werden.
Seit 2017 erfolgten von Statsbygg die Planungen für die Modernisierung und Erweiterung der Schule. Die Baumaßnahmen begannen 2022 und wurden im August 2024 abgeschlossen. Die Schule wurde um eine neue Feuerwache und Schulungseinrichtungen erweitert, um verschiedene Arten von Wohnungsbränden, Tierrettung und Suche in eingestürzten Gebäuden zu trainieren. Das Übungsgelände wurde komplett saniert und erweitert sowie umweltgefährdende Verunreinigungen im Boden beseitigt. Das Verwaltungsgebäude wurde umgebaut, und im Frühjahr 2023 wurde der Auftrag vergeben, ein Wohnheim für 240 Schüler zu bauen. Für 80 Schüler soll ein Gebäude bereits im Oktober 2024 fertiggestellt sein, der Rest der Teilnehmer wird zwischenzeitlich im Sure Hotel Airport in Evenes untergebracht.
Der Ausbau der Schule kostete über 300 Mio. NOK.

## Wappen
Beschreibung: In Silber ein blaues Antoniuskreuz.